# Aiceona manipurensis
Aiceona manipurensis är en insektsart. Aiceona manipurensis ingår i släktet Aiceona och familjen långrörsbladlöss. Inga underarter finns listade i Catalogue of Life.